# 余懷英
余懷英（英語：Sammy Yu），前香港甲組足球員，被列為香港足總"不受歡迎人物"而被禁止入場，退役後曾擔任香港足球代表隊及多支香港甲組足球聯賽球隊助教，亦是足球評述員，並曾創辦出版社及擔任過香港《成報》行政總裁、英超球隊伯明翰球會副主席、中國足球甲級聯賽球隊深圳紅鑽及中國足球乙級聯賽球隊深圳名博總經理。他早年就讀模範英文中學至中三離校，在校時曾獲得華僑日報讀者助學金，與前香港消防處處長盧振雄為同屆同學。

## 球員及教練
球員時代司職後衛，曾效力愉園、港會等香港甲組足球聯賽球隊。退役後，曾擔任香港足球代表隊及愉園、荃灣、港會等多支香港甲組足球聯賽球隊助教。
因長期抽煙關係，近年身體轉差，已經不能再擔任教練一職。

## 足球評述員
曾先後在香港無綫電視及亞洲電視擔任足球評述員，評述過香港甲組足球聯賽、英格蘭足球聯賽、世界盃足球賽等大小足球賽事。

## 行政工作
余懷英曾與1980年代效力荃灣的英國外援球員加雲合作球員經紀公司，介紹不少英國外援球員來港搵食。
1991年，開始擔任米芝路領隊。1993年初，米芝路爆出拖欠薪金，余懷英被香港足球總會列為不受歡迎人物，禁止以後參與香港足球事務。
1990年代尾，余懷英曾創辦動感國際出版社，代理英格蘭超級足球聯賽球隊曼聯商品，以及出版《動感足球》、《曼聯足球》中文版，因為未經曼聯同意擅自生產球會商品，被曼聯控告侵權。
余懷英創辦《入球晚報》，僅出版了數期便停刊，並爆出拖欠記者稿費。
他現時曾擔任上市公司泓鋒國際營運總裁，協助楊家誠買入英格蘭超級足球聯賽球隊伯明翰29.9%股權，成為球會單一最大股東。2009年9月，隨著楊家誠成功全面收購伯明翰城後，余懷英獲委為球會副主席。
2008年9月1日，楊家誠入主香港老牌報紙《成報》後，委任余懷英出任行政總裁。2009年3月，余懷英向傳媒證實，《成報》全體員工將會減薪。
2009年5月1日，《成報》慶祝70周年鑽禧紀念，假座香港會議展覽中心大會堂舉行慶祝儀式，榮譽主席楊家誠捐款1千萬港元注入「成報慈善基金」，余懷英以行政總裁身份代領支票。2009年9月，調任英格蘭超級足球聯賽球隊伯明翰球會副主席，由前《新報》社長葉玲接任。
2010年9月，余懷英向《伯明翰郵報》證實已辭去伯明翰副主席，一直盛傳與他不和的領隊麥利殊則與球會續約三年。
2011年6月7日，深圳紅鑽足球俱樂部原總經理張桐坡由於身體原因不再適合擔任總經理，原副總經理李虹轉任中超公司副總經理，經李虹推薦，余懷英出任深圳紅鑽總經理一職。其間被指與球隊主教練杜斯亞存在矛盾，同年12月余懷英與深圳紅鑽的6個月合同結束。
2012年2月，余懷英組建了一支新球隊深圳名博參加中國足球乙級聯賽，他擔任俱樂部總經理，惟很快便離職。
2013年7月，英國傳媒報道，余懷英正洽購英甲球隊錫周三。

## 政治立場
英治時代較支持港英政府。近年為求工作機會。和晨曦班主周文亮等人，不停罵戰年青新一代。為求可以北上教波。時常和一些中國運動員合照，爭取工作機會。

## 外部連結
- 伯明翰球會官方網網頁